# Fernando Cayo
Fernando Cayo est un acteur et metteur en scène espagnol, né le 22 avril 1968 à Valladolid en Castille-et-León.

## Filmographie

### Cinéma
- 1999 : Shacky Carmine : Apolo
- 2000 : Me da igual : Mario
- 2001 : Juego de Luna : Fran
- 2002 : Guerreros : le lieutenant serbe
- 2003 : The Mix : DJ Barna
- 2004 : Doble juego : Salvador Gutiérrez
- 2004 : Le Principe d'Archimède : Enrique
- 2004 : El juego de la verdad : Mario
- 2004 : El Lobo : Txino
- 2005 : El penalti más largo del mundo : Bilbao
- 2005 : Vida y color : Honorio
- 2007 : Concursante : Eloy
- 2007 : L'Orphelinat : Carlos
- 2007 : Mataharis : Valbuena
- 2010 : Pájaros de papel : Montero
- 2010 : Kidnappés : Jaime
- 2011 : 23-F : la película : Juan Carlos Ier
- 2011 : La piel que habito : le medecin
- 2013 : Esto no es una cita : Miguel
- 2013 : Casi inocentes : Alberto
- 2013 : Cartel : Abogado
- 2015 : Appel inconnu : Espinosa
- 2015 : La decisión de Julia : Lander
- 2015 : Palmiers dans la neige : Garuz
- 2016 : La corona partida : Señor de Veyré
- 2016 : La punta del iceberg : Carlos Fresno
- 2018 : Gun City : le ministre
- 2020 : Invisibles : Alberto
- 2020 : Hasta el cielo

### Télévision
- 1997 : Todos los hombres sois iguales (1 épisode)
- 1998-2001 : Manos a la orba : Tino (130 épisodes)
- 2001 : Hospital Central : le père de Miriam (1 épisode)
- 2001 : Dime que me quieres : Óscar (12 épisodes)
- 2007 : Círculo rojo : Vargas (5 épisodes)
- 2008 : Plan América : Pablo Barreda (5 épisodes)
- 2009 : Los hombres de Paco : Inspecteur Trujillo (3 épisodes)
- 2009-2010 : La señora : Ventura Ascado (15 épisodes)
- 2010 : Adolfo Suárez : Juan Carlos Ier (2 épisodes)
- 2011 : Los misterios de Laura : Mario et Leo (1 épisode)
- 2011 : 14 de abril. La República : Ventura Ascado (10 épisodes)
- 2011 : Punta Escarlata : le roi (9 épisodes)
- 2012 : Toledo : le comte de Miranda (13 épisodes)
- 2013 : El Capitan (1 épisode)
- 2014 : Hermanos : Alfonso Yagüe (5 épisodes)
- 2015-2016 : Mar de plástico : Luis (9 épisodes)
- 2016 : Le Ministère du temps : Napoléon Bonaparte (1 épisode)
- 2016 : El Caso. Crónica de sucesos : Rodrigo Sánchez (13 épisodes)
- 2017 : iFamily : Girón (8 épisodes)
- 2017-2018 : Amar en tiempos revueltos : Ernesto (17 épisodes)
- 2018 : McMafia : Guillermo Alegre (2 épisodes)
- 2019 : Señoras del (h)AMPA : Pedro (5 épisodes)
- 2019-2020 : La casa de papel : Colonel Tamayo (15 épisodes)